# كليبر مونتيرو
كليبر مونتيرو (بالبرتغالية: Cléber Monteiro‏) هو لاعب كرة قدم برازيلي في مركز الوسط، ولد في 23 مايو 1980 في بيلو هوريزونتي في البرازيل. لعب مع فيتوريا دي غيماريش ونادي جوفنتودي ونادي كارتاخينا ونادي كروزيرو ونادي كريسيوما وناسيونال ماديرا.